# 西藏凸轴蕨
西藏凸轴蕨（学名：Metathelypteris uraiensis var. tibetica）为金星蕨科凸轴蕨属下的一个变种。

## 扩展阅读
- 維基物種上的相關：西藏凸轴蕨